# Japmajaure
Japmajaure är en sjö i Kiruna kommun i Lappland och ingår i Torneälvens huvudavrinningsområde. Sjön har en area på 0,746 kvadratkilometer och ligger 486 meter över havet.

## Delavrinningsområde
Japmajaure ingår i det delavrinningsområde (760673-159700) som SMHI kallar för Utloppet av Japmajaure. Medelhöjden är 672 meter över havet och ytan är 9,14 kvadratkilometer. Det finns inga avrinningsområden uppströms utan avrinningsområdet är högsta punkten. Vattendraget som avvattnar avrinningsområdet har biflödesordning 4, vilket innebär att vattnet flödar genom totalt 4 vattendrag innan det når havet efter 511 kilometer. Avrinningsområdet består mestadels av öppen mark (19 procent) och kalfjäll (72 procent). Avrinningsområdet har 0,75 kvadratkilometer vattenytor vilket ger det en sjöprocent på 8,2 procent.